# Gà thịt lông màu TP
Giống gà lông màu hướng thịt TP là các tổ hợp gà lai TP4, TP1, TP2 và TP3, được Trung tâm nghiên cứu gia cầm Thụy Phương (Viện Chăn nuôi) lai tạo từ các giống gà lông màu gà Lương Phượng và gà Sasso. Đây là một tiến bộ kỹ thuật ở Việt Nam, được nhận giải thưởng Bông lúa vàng năm 2012, là đối tượng chính của đề tài làm lợi cho xã hội hàng nghìn tỷ đồng.
Gà TP4, TP1, TP2 và TP3 ổn định về kiểu hình, có tỷ lệ nuôi sống cao 94-97,65%. Kết quả nghiên cứu chọn tạo và phát triển gà TP đã chủ động được con giống, làm lợi cho sản xuất 15 tỷ đồng (chênh lệch nhập khẩu); đồng thời cho tỷ lệ trứng chọn ấp 93% và tỷ lệ nở 81%, tạo có số gà con loại 1 cao hơn gà Lương Phương hiện nay 9-10 con làm lợi cho xã hội khoảng 30 tỷ đồng; Hiện nay, cả nước có khoảng 70 triệu gà thương phẩm, cung cấp cho thị trường 160 nghìn tấn thịt chất lượng cao. Gà thương phẩm có thời gian nuôi rút ngắn được 14 ngày, khối lượng cơ thể được nâng cao 200-300g/con so với gà lông màu trước đây làm lợi cho xã hội 17 ngàn tấn thịt tương ứng 670 tỷ đồng.

## Đặc điểm
- Gà TP1 có lông màu vàng xám tro đốm đen, có cườm cổ, da và chân màu vàng, khối lượng 2,8 kg/con.
- Gà TP2, TP3 có hình thức tương tự nhau, lông màu vàng nhạt đốm đen xen kẽ, mào cờ đỏ tươi, da và chân màu vàng, khối lượng gà TP2 đạt 2,9 kg/con; gà TP3 2,8 kg/con.
- Gà trống TP4 có lông màu nâu cánh gián, mào to đỏ dựng, chân màu vàng; khối lượng đạt 3,3 kg/con.